# Salacia debilis
Salacia debilis är en benvedsväxtart som först beskrevs av George Don, och fick sitt nu gällande namn av Wilhelm Gerhard Walpers. Salacia debilis ingår i släktet Salacia och familjen Celastraceae. Inga underarter finns listade.